# G0y

Bandeira do movimento g0y

G0y ou GØy é um neologismo criado para se referir a indivíduos do gênero masculino que alegam não se identificar com a homossexualidade e a bissexualidade, mas que também alegam não se identificar com a identidade heteronormativa vigente, visto que mantém relacionamentos com pessoas do mesmo gênero. Neste tipo de relação homoafetiva são aceitos abraços, beijos na boca, troca de carinhos, frot, amassos, masturbação mútua e felação, sendo vedada a prática do sexo anal, que seria a barreira ou o "limite" do conceito dessa identidade.
A palavra "g0y" ("g-zero-y") é escrita com as letras "G" e "Y" e o número 0 (zero) entre elas – em contraposição ao termo gAy, comumente usado principalmente por homens homossexuais; também pode ser escrito com a letra Ø ("O com traço", provavelmente pela sua semelhança com o símbolo matemático de conjunto vazio, ∅). Não se podem confundir com a palavra gói ou goy (do hebraico גוי, plural: goyim; significando "gentio, não-judeu"), grafada com a letra 'O' entre o "G" e o "Y".
Os g0ys afirmam remetem sua inspiração às antigas práticas homoafetiva da Grécia Antiga, no código de conduta ética platônico, mas não na prática sexual da Roma Antiga, onde homens mantinham relações sexuais com outros homens e o casamento homossexual vigorou durante quatro séculos. Os g0ys não lutam para serem incluídos em movimentos civis LGBT. Nesta mesma filosofia, os g0ys, não gostam de ser comparados aos membros de movimentos civis LGBT, pelo fato de não praticarem penetração com outros homens.  O Movimento G0y acabou sendo uma espécie de "código secreto" que vigorou por tempo indeterminado, especialmente dentro das fraternidades masculinas (repúblicas masculinas) nos Estados Unidos. O código g0y e o seu significado homoerótico tornaram-se de conhecimento público apenas após os anos 2000.

## Características gerais
O Movimento G0y se caracteriza por alguns fatores de identificação:
- Um homem g0y[6] pode beijar outro homem na boca, masturbá-lo, praticar gouinage, trocar carícias e em alguns casos, praticar sexo oral (felação);
- Não é incentivada a prática de sexo anal com outros homens, pois o movimento g0y alega que está prática é homossexual (ou seja, caracteriza o comportamento gay);
- Também se relacionam[7] com o sexo oposto, sendo que praticam sexo (penetrativo) somente com mulheres;
- Existem g0ys que são homoafetivos exclusivos (alguns considerados próximos do comportamento assexual);[carece de fontes?]
- Alguns g0ys[8] se consideram "hétero-g0ys" (ou "heterogoys" em uma versão de amálgama brasileira) e assim se consideram ser uma forma intermediária[9] entre a heterossexualidade e a homossexualidade.
- Uma nomenclatura bem vista pelo movimento g0y é a de que eles seriam "héteros liberais"[10] ou "heteroflex" ("heteroflexíveis").
- G0y não é uma orientação sexual, mas uma identidade sexual baseada, sobretudo, no comportamento e na atitude masculinas.[11]